# تيفاني ثاير
تيفاني ثاير (بالإنجليزية: Tiffany Thayer)‏ (1 مارس 1902 - 23 أغسطس 1959)؛ ممثل وروائي أمريكي.

## روابط خارجية
- تيفاني ثاير على موقع IMDb (الإنجليزية)
- تيفاني ثاير على موقع قاعدة بيانات الفيلم (الإنجليزية)